# The Day Will Come When You Won't Be
"The Day Will Come When You Won't Be" là tập đầu tiên trong Phần 7 của series phim truyền hình The Walking Dead. Tập phim được phát sóng trên kênh AMC của Mỹ vào ngày 23 tháng 10 năm 2016. Khi phát sóng tại Mỹ, tập phim đã được 17,03 triệu người xem trong đó có 8,4 triệu người từ 18-49 tuổi.

## Nội dung tập
Tập phim bắt đầu bằng cảnh sau khi nạn nhân trong tập trước đó đã bị Negan giết. Lúc này, hắn bước tới trước mặt Rick và hỏi về cảm nhận của anh. Với khuôn mặt thẫn thờ, Rick đáp: "Tao sẽ giết mày. Không phải hôm nay, cũng không phải ngày mai, nhưng tao sẽ giết mày". Negan mỉm cười nói rằng Simon là cánh tay phải của hắn và thắc mắc rằng liệu có phải hắn vừa giết cánh tay phải của Rick không. Khi Rick không đáp lại, Negan bảo người của mình đưa cây rìu vốn là vũ khí tịch thu được từ Rick và lôi anh lên chiếc RV.
Trên xe, Negan đặt chiếc rìu lên bàn và tới chỗ lái để khởi động xe. Hắn thách thức Rick rằng hãy cầm cây rìu đó lên và giết hắn. Khi Rick làm vậy, Negan quay người lại và chĩa một khẩu súng đang cầm sẵn trong tay vào người anh. Hắn đạp Rick ngã xuống, găm chiếc rìu trở lại trên bàn rồi cảnh cáo anh rằng đừng để hắn phải ngồi dậy một lần nữa.
Lát sau, Rick được Negan đưa tới địa điểm mà trước đó hội The Saviors đã dựng lên bức tường làm từ những thân cây gỗ chồng lên nhau để chặn đường nhóm anh. Lửa từ đám gỗ lúc này vẫn chưa tắt và khói mù mịt xung quanh, phía bên ngoài là hàng loạt xác sống. Negan nói với Rick rằng giờ đây bản thân anh, tất cả những người trong nhóm anh và cả cây rìu kia đều thuộc về hắn. Nói xong, hắn mở cửa quăng cây rìu lên trên nóc xe và bắt Rick phải ra lấy lại cho mình.
Bị đẩy ra ngoài, sau một hồi chống chọi bằng tay không với bầy walker, Rick cuối cùng cũng trèo được lên nóc xe. Anh nhìn thấy người đàn ông bị các thành viên The Saviors thả treo cổ từ cây cầu gần đó giờ đây đã biến đổi thành xác sống. Cảm thấy tuyệt vọng, Rick nằm bệt xuống và nghĩ về chuyện vừa trải qua.
Quay trở lại thời điểm Negan đang đọc bài đồng dao "Eeny-meeny-miny-moe" để lựa chọn một người trong nhóm Rick để giết, khi đến từ cuối cùng, người mà hắn chọn là Abraham. "Bọn mày có thể thở, có thể nhấp nháy mắt, có thể khóc. Chà, dĩ nhiên là bọn mày sẽ như vậy" - Negan nói rồi cầm Lucille giáng một cú đập thật mạnh vào đầu Abraham. Máu từ trên đầu anh ấy bắt đầu chảy xuống, và Negan cười khoái trá nói thêm: "Nhìn kìa, mày đón nhận cú đập này như một nhà vô địch vậy". Không hề tỏ ra sợ hãi, Abraham ngẩng lên nhìn hắn và buông một câu chửi thề thách thức. Trước sự kinh hãi của các thành viên nhóm Rick, Negan tiếp tục giáng những cú đập liên hồi vào đầu Abraham cho đến khi nó đã nát bét.
Sau đó, nhìn thấy Rosita đang bật khóc, Negan đoán ra rằng giữa cô và kẻ hắn vừa đánh chết có mối quan hệ tình cảm. Hắn liền giơ cây gậy Lucille trước mặt Rosita và bắt cô phải nhìn vào vệt máu vẫn còn dính trên đó. Cảm thấy tức giận, Daryl xông tới đấm một cú vào mặt Negan nhưng lập tức bị các thành viên The Saviors khống chế. Dwight cầm nỏ tiến tới chĩa vào đầu anh và hỏi thủ lĩnh rằng có muốn mình bắn chết Daryl không. Tuy nhiên, Negan từ chối đề nghị này và bảo quân lôi Daryl sang chỗ khác.
Quay sang nhìn nhóm Rick, Negan nhắc lại về việc trước đó hắn đã cảnh cáo rằng ngoại trừ trường hợp lần đầu có người cố đứng dậy khỏi chỗ đang quỳ ra, sẽ không có ngoại lệ thứ hai nào mà hắn tha thứ. Hắn khẳng định rằng mình là kẻ nói là làm và bất ngờ quay sang giáng hai nhát đập mạnh vào đầu Glenn, người đã vi phạm cảnh cáo trước đó. Với xương sọ đã bị biến dạng và một bên mắt bị lồi ra, Glenn vẫn gượng ngẩng dậy nhìn về phía vợ và nói những lời cuối: "Maggie, rồi anh sẽ lại tìm thấy em". Tương tự như với Abraham, Negan giáng những nhát đập liên tiếp vào đầu Glenn cho đến khi nó nát bét.
Trở về với thời điểm hiện tại, nằm trên nóc xe, Rick nghe thấy tiếng nói của Negan bên dưới. Hắn một lần nữa yêu cầu Rick mang chiều rìu về cho mình. Để ép Rick rời khỏi chỗ an toàn, Negan dùng súng bắn xuyên đạn lên trên nóc xe. Hoảng hốt, Rick cầm cây rìu lên rồi vội nhảy khỏi và bám lấy thi thể đã biến đổi của người đang treo lủng lẳng trên cầu. Vừa phải giăng co với con walker mà mình đang cố bấu víu, anh vừa phải chống chọi lại đám xác sống bên dưới đang đứng chờ mình. Cuối cùng, khi sức nặng đã trở nên quá tải, phần từ cổ trở xuống của con walker bắt đầu tách dần khỏi đầu và mang theo Rick rơi xuống. Tuy nhiên, Negan đã dùng súng bắn chết một số xác sống phía dưới để mờ đường thoát cho Rick. Hắn bảo Rick hãy nghĩ về những chuyện có thể sẽ tiếp tục xảy ra nếu như anh không mang cây rìu về cho hắn. Vừa chạy, Rick vừa nghĩ về việc những người còn lại trong nhóm sẽ bị Negan đập chết. Anh dùng chính cây rìu đang cầm trên tay để chống trả lại đám xác sống. Tới được cửa xe, một lần nữa, Negan dùng súng bắn đám walker đang lao về phía Rick và để anh vào được bên trong an toàn.
Sau đó, Negan đưa Rick quay trở về chỗ cũ nơi những người khác đang đợi. Hắn lôi cổ anh xuống xe và đẩy ngã trước mặt các thành viên cùng nhóm. Negan nói rằng mục đích của chuyến đi vừa rồi là để thay đổi cách Rick nhìn nhận hắn. Tuy nhiên, vì Rick vẫn dành cho hắn ánh mắt đầy căm hận, Negan quyết định một lần nữa phải "dạy cho anh một bài học".
Hắn yêu cầu Carl tiến đến chỗ mình, dùng thắt lưng buộc chặt phần trên cánh tay trái của cậu lại, rồi dùng bút vạch một đường ngang cẳng tay. Tiếp đó, hắn bảo Carl nằm úp sấp xuống cạnh bố và ra lệnh cho Rick phải dùng rìu chặt cánh tay của con trai theo đúng đường bút hắn vạch. Nếu không, hắn sẽ cho người bắn chết các thành viên còn lại trong nhóm anh, rồi đến Carl, rồi đến các cư dân Alexandria và để Rick phải sống dằn vặt vì điều đó. Mặc cho Rick khóc lóc van xin, Negan bắt đầu đếm ngược từ 3 đến 1. Khi Rick hoảng loạn giơ rìu lên, Negan đi tới để ngăn anh lại. Hắn nói rằng việc làm này chỉ là một phép thử để chắc chắn Rick đã hoàn toàn phục tùng mình. "Mày trả lời tao. May cống nạp đồ cho tao. Mày thuộc về tao" - Negan nói và bảo rằng ánh mắt bây giờ của Rick mới chính là điều hắn muốn thấy.
Cuối cùng, Negan nói với cả nhóm Rick rằng giờ đây tất cả mọi thứ đã thay đổi. Họ không còn lợi thế nào nữa và phải sống theo những nguyên tắc hắn đặt ra. Hắn ra lệnh cho người bắt Daryl theo làm tù nhân. Quay sang Rick, Negan nói rằng nếu anh vẫn còn ý định giết hắn theo kiểu "không phải hôm nay, không phải ngày mai", hắn sẽ chặt người Daryl ra thành từng mảnh hoặc bắt chính anh làm việc đó.
Trước khi ra về, Negan và các thành viên The Saviors để lại cho nhóm Rick chiếc RV. Hắn nói rằng tuần sau hội của mình sẽ tới Alexandria để thực hiện chuyến thu đồ cống nạp đầu tiên.
Khi chúng đã đi hết, Rick cùng các thành viên khác trong nhóm vẫn ngồi thẫn thờ ở đó. Thấy Maggie loạng choạng đứng dậy, Rick bảo rằng họ cần phải tiếp tục đưa cô tới Hilltop. Tuy nhiên, Maggie bảo rằng tất cả họ ra ngoài này cũng chỉ vì cô và cô không muốn có thêm ai bỏ mạng nữa. Maggie muốn một mình đi tiếp và bảo những người khác hãy trở về Alexandria. Sasha liền tình nguyện sẽ đi theo chăm sóc Maggie. Mặc dù vậy, Rick cùng mọi người vẫn nhất định sẽ đưa cô đến Hilltop.
"Tôi sẽ đưa anh ấy đi cùng mình" - Maggie nhìn xác Glenn nói, trong khi Sasha cũng đi đến chỗ Rosita để xin phép mang thi thể Abraham theo. Mọi người bắt đầu cùng nâng xác của 2 thành viên thiệt mạng lên để đưa vào xe. "Cậu ấy cũng là gia đình của chúng ta" - Rick nói với Maggie khi cùng Carl, Michonne và Aaron đỡ xác Glenn. Eugene cũng đi tới để cùng Sasha và Rosita đỡ xác Abraham.
Lời nói của Negan trước đó chợt văng vẳng trong đầu Rick: "Cá là chúng mày đã nghĩ về việc sẽ cùng nhau già đi theo năm tháng, ngồi quây quần quanh bàn ăn vào mỗi tối Chủ Nhật và sống hạnh phúc mãi mãi về sau. Không. Chuyện đó không xảy ra đâu, Rick. Không thể nữa rồi". Trong một viễn cảnh mà Rick tưởng tượng ra, tất cả các thành viên chính trong nhóm đang cùng nhau dùng bữa. Glenn đang bế con trai và ngồi cạnh Abraham.
Quay trở lại thực tại tàn nhẫn, Rick nhặt chiếc rìu dưới đất và bước lên xe. Vừa lái xe đi khỏi, anh nhìn qua kính chiếu hậu và thấy một con walker vừa tiến đến, quỳ xuống cạnh đống máu của Abraham để ăn.

## Diễn viên

### Diễn viên chính
- Andrew Lincoln vai Rick Grimes
- Norman Reedus vai Daryl Dixon
- Steven Yeun vai Glenn Rhee
- Lauren Cohan vai Maggie Greene
- Chandler Riggs vai Carl Grimes
- Danai Gurira vai Michonne
- Melissa McBride vai Carol Peletier
- Michael Cudlitz vai Abraham Ford
- Lennie James vai Morgan Jones
- Sonequa Martin-Green vai Sasha Williams
- Jeffrey Dean Morgan vai Negan
- Josh McDermitt vai Eugene Porter
- Christian Serratos vai Rosita Espinosa
- Alanna Masterson vai Tara Chambler
- Seth Gilliam vai Gabriel Stokes
- Ross Marquand vai Aaron
- Austin Nichols vai Spencer Monroe
- Austin Amelio vai Dwight

### Diễn viên định kỳ
- Katelyn Nacon vai Enid
- Steven Ogg vai Simon

### Các diễn viên phụ khác
- (Không rõ) vai Judith Grimes
- Kevin Patrick Murphy vai Người đàn ông

## Cái chết trong tập
- Abraham Ford
- Glenn Rhee

## Đánh giá
Nhìn chung, "The Day Will Come When You Won't Be" nhận được phản hồi tốt từ giới phê bình. Trang Rotten Tomatoes có 70% trong số 47 bài đánh giá về tập phim là theo hướng tích cực. Kịch bản và diễn xuất của các diễn viên, đặc biệt là Andrew Lincoln (Rick) & Jeffrey Dean Morgan (Negan) được đánh giá rất cao. Trong khi ngược lại, những hình ảnh bạo lực trong tập bị khá nhiều khán giả lẫn các chuyên gia chỉ trích.
Đã có một số trường hợp được báo cáo rằng nhiều khán giả ngất xỉu, bị khủng hoảng hoặc rối loạn tinh thần sau khi xem tập này. Hiệp hội truyền hình phụ huynh Mỹ (Parents Television Council), tổ chức giám sát các nội dung được phát sóng trên truyền hình để đảm bảo an toàn, quyền lợi cho trẻ em đã lên tiếng chỉ trích tập phim. Người đứng đầu tổ chức, ông Tim Winters cho rằng dù đã được gắn mác TV-MA (chương trình chỉ dành cho đối tượng khán giả trưởng thành) nhưng những gì tập phim này đã thể hiện ghê rợn không khác gì một bộ phim trên truyền hình cáp cao cấp (preminum cable) hay một phim điện ảnh nhãn Rated R (ngôn ngữ, hình ảnh, nội dung nhạy cảm). Ông này cho rằng tập đầu Phần 7 là ví dụ điển hình cho việc phụ huynh cần phải thắt chặt hơn nữa việc kiểm soát các chương trình truyền hình mà con em của mình xem; đồng thời nghĩ đã đến lúc cần phải có một nhãn truyền hình với mức độ nghiêm trọng hơn "TV-MA" để gán cho các chương trình đi quá giới hạn của nó. "Tôi hiểu rằng cảnh bạo lực ở đây là một phần của câu chuyện trong tập. Nhưng cách thể hiện nó trên màn ảnh thực sự đã đi quá giới hạn" - Winters khẳng định.
Đối với diễn xuất xuất sắc của Andrew Lincoln, một số lượng lớn người hâm mộ đã cùng chung tay kiến nghị đưa nam diễn viên vào danh sách đề cử hạng mục "Nam diễn viên chính xuất sắc nhất" trong giải Emmy của năm đó. Bản thân Lincoln chia sẻ rằng anh đã bị ám ảnh sau khi quay xong tập này bởi tất cả những cảm xúc đau khổ cũng như cảnh bạo lực mà nhân vật Rick phải chứng kiến. Do một tập phim thường mất 1 tuần để quay và hai tập sau đó không có sự xuất hiện của Rick nên anh đã tranh thủ thời gian này để trở về nhà tại Anh để nghỉ ngơi và thư giãn tinh thần.

## Bên lề
- Tên của tập phim - "The Day Will Come When You Won't Be" đến từ một câu nói mà tiến sĩ Edwin Jenner ở CDC nói với Rick cuối Phần 1. Khi được Jenner mở cửa cho phép cả nhóm rời khỏi trước khi tòa nhà phát nổ, Rick đã nói với anh ấy rằng: "Tôi rất biết ơn" (vì được sống), và Jenner đã đáp lại rằng: "Rồi sẽ có một ngày mà anh không như vậy" ("The day will come when you won't be"). Và ngày mà Rick không còn thấy biết ơn vì được sống chính là ngày mà Negan lần đầu xuất hiện trước mắt anh.
- Đây là tập phim đầu tiên của series được kéo dài thời gian phát sóng (bao gồm cả quảng cáo) lên 66 phút, khác với một số tập được kéo dài lên 90 phút trước đây.
- Đây là tập mở đầu mùa phim thứ 4 liên tiếp được viết kịch bản bởi Scott Gimple và đạo diễn bởi Greg Nicotero.
- Sau tập đầu của Phần 2, đây là tập phim mở đầu một mùa phim thứ hai không có sự xuất hiện của nhân vật mới nào.
- Tên của tập phim này trước đó đã từng được dự định là "Something To Fear", sau đó được đổi thành "Signs" và cuối cùng được đổi thành như hiện tại.
- Đây là lần đầu tiên tập mở đầu một mùa phim có nhân vật chính chết.
- Đây là tập phim thứ ba trong toàn bộ series có cái chết của 2 nhân vật chính sau các tập "Too Far Gone" và "Four Walls And A Roof".
- Đây là tập đầu tiên có cái chết của một nhân vật xuất hiện từ Phần 1 kể từ sau tập cuối Phần 3.
- Tập phim được dựa theo các diễn biến cuối Chương 100 và đầu Chương 101 của truyện tranh
  - Điểm khác biệt là nếu như với truyện, Negan chọn đập chết chỉ mình Glenn thì với phim, Abraham là người bị đầu tiên và Glenn bị sau đó.
- Trước khi tập phim đánh dấu sự trở lại của Phần 7, đã có một đoạn video ngắn bị rò rỉ cho thấy hình ảnh Maggie là người bị Negan đập chết. Tuy nhiên, đúng với thông tin trước đó từ phía đoàn làm phim, tất cả các thành viên trong nhóm Rick đều đã quay cảnh bị Negan đập chết và cảnh bị rò rỉ này không phải là cảnh chính thức được sử dụng. Rất có thể AMC đã cố tình làm rò rỉ cảnh này để đánh lạc hướng khán giả.
- Tập phim đặt dấu chấm hết cho cuộc tình kéo dài nhất trong cả series giữa Glenn và Maggie (75 tập từ tập "Cherokee Rose" cho đến tập này).
- Khi bị Negan lựa chọn là người sẽ bị hắn giết, Abraham đã làm dấu hiệu ở tay thay lời từ biệt với Sasha. Đây là ý tưởng của nam diễn viên Michael Cudlitz vì trong cảnh cuối Phần 6 nạn nhân của Negan đã nhìn thẳng vào hắn từ đầu đến cuối mà không quay mặt đi đâu cả.
- Tên của Jeffrey Dean Morgan (Negan) đã được đưa lên đoạn intro ở đầu phim, đánh dấu lần đầu anh được credit với tư cách là diễn viên chính.
  - Đây cũng là lần đầu tiên số lượng diễn viên chính trong đoạn intro đầu phim vượt quá 10 người.
- Đây là tập đầu tiên mà Austin Amelio (Dwight) xuất hiện với tư cách là diễn viên chính. Mặc dù vậy, tên của anh không được đưa lên intro đầu phim mà được liệt trong mục "Also Starring".
- Mặc dù đã là diễn viên chính từ Phần 5 nhưng Christian Serratos (Rosita), Josh McDermitt (Eugene), Alanna Masterson (Tara) và Seth Gilliam (Gabriel) vẫn được liệt tên trong mục "Also Starring" cùng với những diễn viên định kỳ/khách mời khác.
  - Tuy nhiên, tên của Serratos, McDermitt và Masterson đã được đưa lên intro đầu phim ở tập "The Well" tiếp theo, thay thế cho tên của Steven Yeun (Glenn) và Michael Cudlitz (Abraham) bị lược bỏ khỏi dàn diễn viên chính
- Tương tự như trên, dù đã là diễn viên chính từ Phần 6 nhưng Ross Marquand (Aaron) và Austin Nichols (Spencer) vẫn được liệt tên trong mục "Also Starring" cùng với những diễn viên định kỳ/khách mời khác.
- Mặc dù không xuất hiện thực tế trong tập phim này, các nhân vật chính khác của phim là Carol, Morgan, Gabriel, Spencer và Tara vẫn xuất hiện trong cảnh tưởng tượng của Rick.
  - Katelyn Nacon (Enid) cũng được credit và cũng xuất hiện trong cảnh này.
- Đây sẽ là tập phim đầu tiên của The Walking Dead có phiên bản uncensored (chưa bị kiểm duyệt) được phát hành trong đĩa DVD Phần 7 sau này.
- Một số nhân vật đã chết xuất hiện trở lại trong tập này qua những cảnh hồi tưởng rất nhanh như Lori, Hershel, Beth, Tyreese, Bob, Deanna, Noah.
- Lauren Cohan tiết lộ rằng câu nói cuối cùng mà Glenn nói với Maggie vẫn chưa được nói hết. Cô coi hai người họ như một cặp đôi yêu nhau nhưng không thể ở bên nhau đến cuối cùng (thuật ngữ tiếng Anh gọi là "star-crossed lovers"). Lời đầy đủ mà Glenn muốn nói phải là: "I'll find you, I'll be with you, I'll watch over you. I'll be there."
- Chương trình Talking Dead phát sóng sau tập phim là số đầu tiên có nhiều điểm rất đặc biệt:
  - Có thời lượng phát sóng (bao gồm cả quảng cáo) lên đến 90 phút (thay vì 60 phút).
  - Được tổ chức ở một sân khấu lớn ngoài trời tại Los Angeles và cho phép số lượng hàng nghìn khán giả tham gia.
  - Là số có nhiều khách mời nhất từ trước tới nay với (thông thường chỉ có tối đa là 4 khách mời) với gần 30 thành viên trong dàn diễn viên chính, các nhà sản xuất chủ chốt của đoàn làm phim và các khách mời bên ngoài. Tuy nhiên, vì số lượng ghế ngồi trên sân khấu có hạn nên không phải tất cả các khách mời đều được mời lên.
    - Đây cũng là lần thứ hai Andrew Lincoln (Rick) xuất hiện tại Talking Dead kể từ sau số phát sóng sau tập cuối Phần 4.

## Lỗi phim
- Khi Abraham bị Negan đập lần đầu tiên, anh đã ngã hẳn xuống đất trước khi ngồi dậy. Tuy nhiên nếu so với cảnh từ góc nhìn thứ nhất ở tập cuối Phần 6, camera chỉ nhìn xuống mật đất sau lần đánh đầu tiên và sau đó quay trở lại nhìn Negan.
- Sau khi đã đánh chết Abraham, Negan vung cây gậy Lucille và làm máu văng lên mặt Rick. Tuy nhiên, nếu so với vết máu trên mặt Rick ở đầu tập, có thể thấy rõ sự khác biệt.
- Sau chuyến đi của Negan và Rick, Negan đã chùi chiếc rìu dính đầy máu vào áo của Rick. Tuy nhiên, trong những cảnh tiếp theo khi Rick bị đẩy ngã xuống trước mặt mọi người, vết máu trên áo anh đã biến mất.